# Aux captifs, la libération
Aux captifs, la libération est une association loi de 1901 qui rencontre et accompagne les personnes de la rue depuis 1981, les sans-abri et les personnes en situation de prostitution. Son nom est tiré d'un passage de la Bible : « L’esprit du Seigneur Dieu est sur moi parce que le Seigneur m’a consacré par l’onction. Il m’a envoyé annoncer la bonne nouvelle aux humbles, guérir ceux qui ont le cœur brisé, proclamer aux captifs leur délivrance, aux prisonniers leur libération » (Isaïe 61,1).
L'association est agréée par les pouvoirs publics. Pour aider les personnes de la rue à se libérer de leurs captivités, l'association a une triple vocation : rencontrer, accompagner et révéler.
Les quatre valeurs de l’association sont : la gratuité de la rencontre, la fidélité dans la régularité des maraudes (les salariés et bénévoles tournent toutes les semaines à la même heure et au même endroit et s'attachent à créer une rencontre authentique, en vérité et gratuite : « les mains nues »), l’inconditionnalité et l’intégralité.
En 2024, Aux captifs, la libération compte 80 salariés et 250 bénévoles. L'association est partenaire de la Ville de Paris, de la Direction Régionale et interdépartementale de l'Hébergement et du Logement (DRIHL), du Conseil régional d’Île-de-France et du Ministère des Solidarités.
Chaque mois, 45 binômes rencontrent 3500 personnes de la rue et en accompagnent 1500 vers un projet de vie.

## Histoire

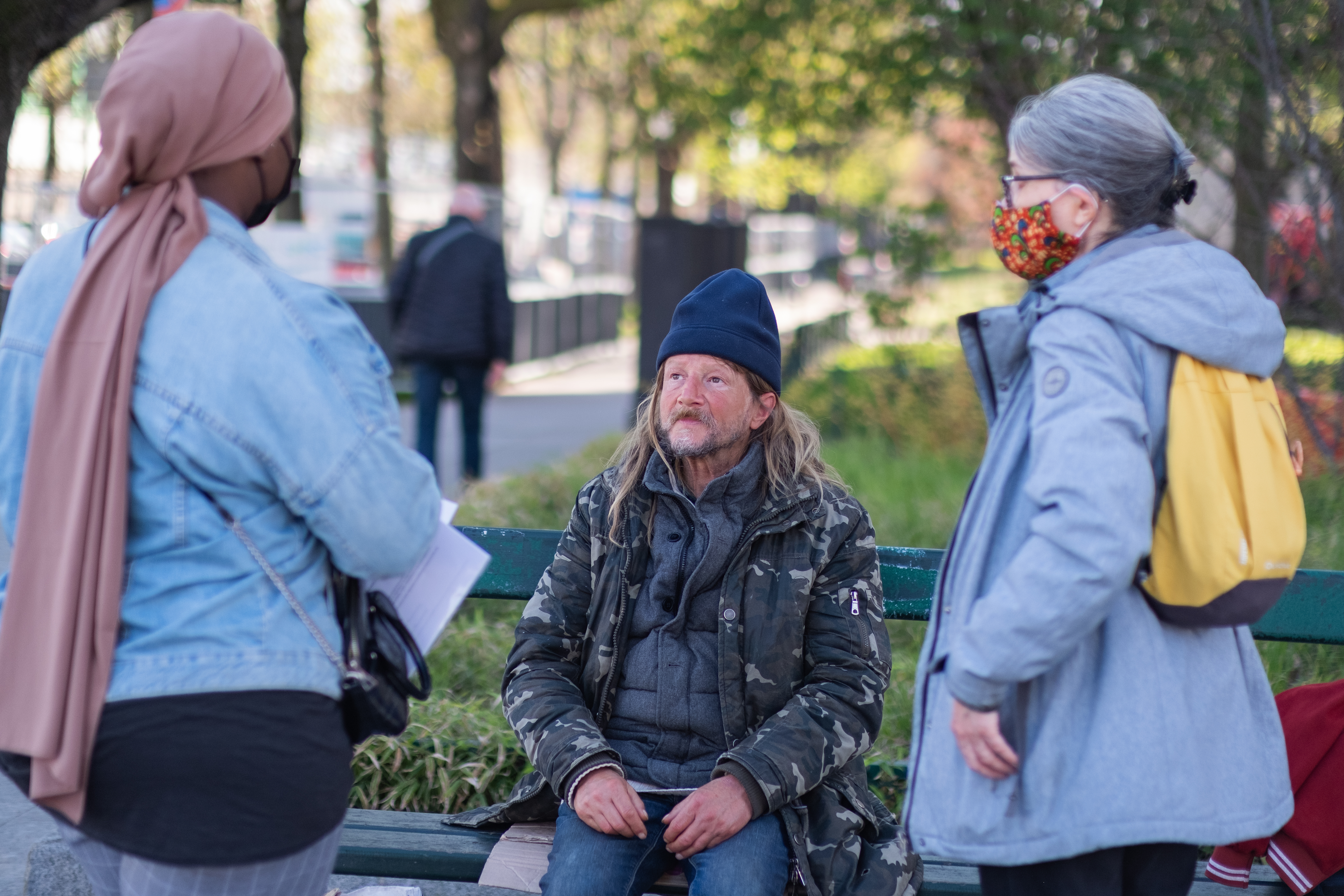
Une tournée-rue par deux auprès de personnes sans-abri.

C'est le père Patrick Giros, (1939-2002), prêtre du diocèse de Paris qui créée l'association en 1981. Ordonné prêtre en 1968, celui-ci a beaucoup travaillé auprès des blousons noirs puis, en tant que vicaire de l'église Sainte-Jeanne-de-Chantal de Paris (16e), auprès des prostituées du bois de Boulogne.
Encouragé par Mgr Lustiger, il lance en 1981 avec une paroissienne des « tournées-rues » qui donneront naissance à l’association Aux captifs, la libération.
En 2000, l'association lance un faire-part égrenant les morts de la rue, 50 % des décès dans la rue étant des morts violentes. Cette action deviendra indépendante et non confessionnelle, dès 2002 (avec les mêmes acteurs de terrain), par le Collectif Les Morts de la rue.
Il a reçu la Légion d’Honneur des mains de l’Abbé Pierre le 27 janvier 1998.
À sa mort, en décembre 2002, l’association est présente dans 8 paroisses parisiennes, emploie 49 salariés et 250 bénévoles.
Aux captifs, la libération vient en aide aux personnes exclues vivant de la rue ou dans la rue : sans domicile fixe, personnes en situation de prostitution, migrants, jeunes en errance, victimes de la drogue ou de l'alcool.

## Organisation
L’association est implantée dans sept quartiers parisiens (Paris Centre, Paris 9e, Paris 10e, Paris 12e, Paris 16e, Paris 18e et Paris 20e). Elle est dotée depuis 2010 d’un Centre d’Hébergement et de Stabilisation, Valgiros, colocation solidaire entre jeunes actifs et personnes sans-abri. Il est situé rue de Vaugirard, dans le 15e arrondissement de Paris.
L'antenne de Lazare (Paris, 16e) a été visitée par Jean-Pierre Raffarin (ancien Premier Ministre) le 5 septembre 2002, accompagné de Dominique Versini, alors Secrétaire d'État chargée de la Lutte contre la précarité et l'Exclusion.
Les Captifs ont également 5 implantations régionales :  à Lyon, Nîmes, Bordeaux, Brest et Bourges.
Le budget 2023 de l'association s'élevait à 6,6 millions d'euros.

## Gouvernance
En 2002, à la suite de la disparition de Patrick Giros, Monseigneur Antoine Hérouard reprend la présidence de l'association, et ce, jusqu'en 2005. Il aura pour successeurs Jean-Guilhem Xerri, biologiste, (Prix Habert-Bégin 2008 de l’Académie française) de 2005 à 2011 et Maryse Lépée (2011 - 2020) ancienne directrice adjointe de l’agence régionale de l'hospitalisation (ARH) d’Île-de-France. Depuis 2020, Jean-Damien Le Liepvre est le président des Captifs.
Trois directeurs généraux se sont succédé depuis le décès de son fondateur, le Père Patrick Giros. Denis Ogée (2004 - 2006), Jean-Yves Quillien (2007 - 2021) et Thierry des Lauriers a dirigé l'association pendant 14 ans, de septembre 2010 jusqu'à fin juin 2024. Son directeur général est actuellement Thierry Desjuzeur.

## Activités
Aux captifs, la libération accompagne les plus pauvres et les plus exclus à travers différentes activités : 
- Tournées-rue (maraudes)[11] à "mains nues" : l'association considère que la relation passe avant la prestation. Les tournées-rue sont l'ADN des Captifs.
- Permanences d’accueil : un endroit sécurisé où venir se reposer et échanger.
- Accompagnement et suivi social
- Programmes de dynamisation : Pour que les personnes puissent retrouver leur dignité et prendre soin d’elles, les Captifs proposent des ateliers pour révéler leur personnalité au travers d’activités culturelles, sportives, artistiques ou spirituelles.
- Accompagnement vers une sortie d’alcool
- Pré-insertion professionnelle
- Orientation vers un hébergement
- Séjours de rupture

### Prostitution
Lorsque les personnes en situation de prostitution formulent le désir d'en sortir, Aux captifs, la libération les accompagnent vers un nouvel emploi dans le cadre d'un « Parcours de Sortie de Prostitution ». Ces parcours ont été mis en place par la loi de 2016 n°2016-444 en lien avec la préfecture de Paris. Souvent victimes de réseaux de traite des êtres humains, les personnes rencontrées au bois par l'association n’ont pas toujours choisi de se prostituer. Un PSP engage : 
1. Les Captifs à trouver un emploi et un hébergement aux femmes en sortie de prostitution
2. La Préfecture à fournir une allocation financière d’insertion sociale (AFIS) et des papiers
3. La personne à quitter la prostitution. Un PSP a pour objectif d'accompagner individuellement et de manière globale chaque personne en prostitution qui le souhaite : l'aider à formuler un projet personnel, initier un changement de mode de vie, ouvrir des perspectives au-delà de la prostitution, et progresser en autonomie.

### Précarité
Aux captifs, la libération dispose d'un programme Addictologie nommé Programme Marcel Olivier (EMO). Il a été lancé en 2012 par l'association grâce au soutien financier de la Fondation Bettencourt Schueller. La dépendance à l'alcool est une réelle problématique chez les sans-abri. Partant d’une approche abstinentielle de la question de l’alcool, l’association s’est inscrite progressivement dans une démarche de réduction des risques et des dommages. Cet espace offre convivialité, entraide, soutien, partage, accompagnement et sécurisation des pratiques de consommation d’alcool.
L’association a aussi créée un Espace de Solidarité et Insertion (ESI) communément appelé « Chez Monsieur Vincent ». Ce lieu est un accueil de jour situé dans le 10e arrondissement de Paris. Les personnes en situation de précarité peuvent venir s'y doucher, laver leur linge, s'y faire domicilier et y recevoir leur courrier ; mais peuvent également être suivis par des travailleurs sociaux pour du conseil-orientation.